# Bernhard Kübler
Bernhard Kübler (* 4. Juli 1859 in Krotoschin; † 12. Mai 1940 in Erlangen) war ein deutscher Klassischer Philologe und Rechtshistoriker.

## Leben
Bernhard Kübler war Sohn des Gymnasiallehrers Otto Kübler (1827–1912), der ab 1860 als Rektor des Wilhelms-Gymnasiums nach Berlin ging.
Nach der Reifeprüfung (1876) studierte Kübler an der Berliner Universität Klassische Philologie. Er wurde Mitglied des Philologischen Vereins Berlin im Naumburger Kartellverband. 1881 wurde er mit der Dissertation De M. Valerii Probi Berytii commentariis Vergilianis zum Dr. phil. promoviert. Anschließend unternahm er eine längere Bildungsreise und war einige Zeit Hauslehrer auf Sizilien.
Nach seiner Rückkehr nach Deutschland arbeitete er ab 1884 als Gymnasiallehrer in Berlin. 1889 wurde er Hauslehrer des Söhne des Prinzen Albrecht von Preußen. Ab 1895 war er Lehrer am Askanischen Gymnasium. Daneben verfolgte er weiterhin seine akademische Laufbahn. Nach seiner Habilitation für Klassische Philologie (1891) hielt er als Privatdozent an der Universität philologische Lehrveranstaltungen ab.
Ab 1887 war Kübler an der Preußischen Akademie der Wissenschaften beschäftigt. Im Auftrag von Theodor Mommsen gab er das von der Savigny-Stiftung in Auftrag gegebene Vocabularium Iurisprudentiae Romanae heraus, das sein Lebenswerk wurde. Den ersten Band (1903) erstellte Kübler zusammen mit Otto Gradenwitz und Ernst Theodor Schulze, die weiteren Bände größtenteils allein.
Im Verlauf der Arbeit am Vocabularium entwickelte sich Kübler zum Spezialisten für römisches Recht und erhielt auf Mommsens Initiative die juristische Ehrendoktorwürde der Universität Greifswald. So kam es auch, dass er schließlich den Schuldienst verlassen konnte. 1900 wurde er an der Universität Berlin zum außerordentlichen Professor für römisches Recht ernannt. Im folgenden Jahr erhielt er einen ordentlichen Lehrstuhl dieses Faches und war damit nicht mehr von seinem Gehalt als Gymnasiallehrer abhängig.
1912 verließ Kübler Berlin und ging als Professor für römisches und bürgerliches Recht an die Universität Erlangen. Von 1914 bis 1916 nahm er am Ersten Weltkrieg teil. In den akademischen Jahren 1916/1917 und 1917/1918 fungierte er als Prorektor der Universität. Seine Lehrtätigkeit führte er bis nach seiner Emeritierung (1934) weiter.
Kübler war als Philologe und Rechtshistoriker international anerkannt. Er war juristischer Ehrendoktor der Universitäten von Greifswald, Athen und Thessaloniki und korrespondierendes Mitglied verschiedener gelehrter Gesellschaften, so der Gesellschaft der Wissenschaften zu Göttingen (seit 1931), der Bayerischen Akademie der Wissenschaften (seit 1934) und der Preußischen Akademie der Wissenschaften (seit dem 21. November 1935).

## Schriften (Auswahl)
- De M. Valerii Probi Berytii commentariis Vergilianis. phil. Diss. Berlin 1881.
- mit Otto Gradenwitz und Ernst Theodor Schulze: Vocabularium Iurisprudentiae Romanae. Band 1. Berlin 1903.